# Coppa Svizzera 1980-1981
La Coppa Svizzera 1980-1981 è stata la 56ª edizione della manifestazione calcistica. È iniziata il 2 agosto 1980 e si è conclusa il 6 giugno 1981. Questa edizione della coppa vide la vittoria finale del Losanna.

## Squadre partecipanti
| Lega Nazionale A | Lega Nazionale B | Prima Lega Gruppo 1 | Prima Lega Gruppo 2 | Prima Lega Gruppo 3 | Prima Lega Gruppo 4 |
| ---------------- | ---------------- | ------------------- | ------------------- | ------------------- | ------------------- |

### 1º Turno Eliminatorio
Partecipano le squadre di Prima, Seconda e Terza Lega.
| Squadra 1            | Risultato      | Squadra 2          |
| -------------------- | -------------- | ------------------ |
| 2 e 3 agosto 1980    |                |                    |
| Altdorf              | 2 - 3          | SC Zugo            |
| Altstetten           | 2 - 6(d.t.s.)  | Vaduz              |
| Amical               | 2 - 4          | Étoile Carouge     |
| Assens               | 2 - 3          | Orbe               |
| Bischofszell         | 1 - 5          | Sciaffusa          |
| Bözingen 34          | 1 - 1(4-5 dcr) | Köniz              |
| Breitenbach          | 3 - 1          | Binningen          |
| Bremgarten           | 1 - 6          | Emmenbrücke        |
| Brüttisellen         | 1 - 3          | Turicum            |
| Buchs                | 1 - 2          | Ibach              |
| Bümpliz              | 1 - 2          | Stade Lausanne     |
| Burgdorf             | 3 - 1          | Herzogenbuchsee    |
| Bussigny             | 1 - 3          | Meyrin             |
| Concordia Losanna    | 2 - 2(4-2 dcr) | Leytron            |
| Conthey              | 1 - 1(3-4 dcr) | Martigny           |
| Courfaivre           | 0 - 4          | Delémont           |
| Erlinsbach           | 0 - 3          | Sursee             |
| Eschen/Mauren        | 3 - 6          | Uzwil              |
| Giubiasco            | 3 - 0          | Morbio             |
| Hägendorf            | 2 - 5          | Muttenz            |
| Hergiswil            | 1 - 2          | Emmen              |
| Hinwil               | 1 - 0          | Rüti               |
| Kilchberg            | 2 - 0          | Racingclub Zurigo  |
| Kreuzlingen          | 0 - 1          | Brühl              |
| Laufenburg           | 0 - 1          | Allschwil          |
| Le Locle-Sports      | 0 - 3          | Düdingen           |
| Liestal              | 0 - 1          | Aurore Bienne      |
| Losone Sportiva      | 1 - 0          | Young Fellows      |
| Lutry                | 0 - 7          | Monthey            |
| Männedorf            | 0 - 1          | Stäfa              |
| Marly                | 1 - 2          | Central Friburgo   |
| Morobbia             | 1 - 0          | Locarno            |
| Oberglatt            | 0 - 5          | Blue Stars Zurigo  |
| Olten                | 4 - 2(d.t.s.)  | Soletta            |
| Onex                 | 2 - 0          | Montreux-Sports    |
| Orpund               | 1 - 4          | Fétigny            |
| Ostermundigen        | 2 - 1(d.t.s.)  | Boncourt           |
| Porrentruy           | 0 - 2(d.t.s.)  | Birsfelden         |
| Portalban/Gletterens | 1 - 5          | Estavayer-le-Lac   |
| Red Star Zurigo      | 2 - 1          | Glattbrugg         |
| Saint-Jean           | 4 - 2          | Raron              |
| ST. Maurice          | 0 - 1          | Renens             |
| Savièse              | 2 - 3          | Stade Nyonnais     |
| Schötz               | 1 - 9          | Suhr               |
| Siviriez             | 2 - 5          | Lerchenfeld        |
| Spiez                | 1 - 3          | Lengnau            |
| Superga              | 1 - 3(d.t.s.)  | Boudry             |
| Veltheim             | 6 - 4(d.t.s.)  | Baden              |
| Vernier              | 4 - 4(5-4 dcr) | Visp               |
| Wädenswil            | 1 - 3          | Unterstrass Zurigo |
| Weinfelden           | 0 - 4          | Altstätten         |
| Widnau               | 3 - 1          | Balzers            |
| Wil                  | 0 - 1(d.t.s.)  | Gossau             |
| Wohlen               | 1 - 3          | Oberentfelden      |
| Wolhusen             | 3 - 0          | FC Zugo            |
| Yverdon              | 2 - 1          | Malley             |
| Zuchwil 05           | 0 - 5          | Laufen             |
| Zwingen              | 3 - 1          | Derendingen        |

### 2º Turno Eliminatorio
Entrano in lizza le squadre di Lega Nazionale B.
| Squadra 1                                                  | Risultato      | Squadra 2          |
| ---------------------------------------------------------- | -------------- | ------------------ |
| 9 e 10 agosto 1980                                         |                |                    |
| Squadre di Lega Nazionale B contro squadre di Prima Lega   |                |                    |
| Boudry                                                     | 0 - 3          | Berna              |
| Burgdorf                                                   | 2 - 2(2-4 dcr) | Aarau              |
| Central Friburgo                                           | 0 - 5          | Friburgo           |
| Emmen                                                      | 5 - 5(4-3 dcr) | Bienne             |
| Giubiasco                                                  | 0 - 2          | Mendrisio          |
| Monthey                                                    | 1 - 3(d.t.s.)  | Vevey              |
| Oberentfelden                                              | 1 - 0          | Wettingen          |
| Stäfa                                                      | 1 - 6          | Lugano             |
| Sursee                                                     | 2 - 0          | Kriens             |
| Uzwil                                                      | 0 - 1          | Frauenfeld         |
| SC Zugo                                                    | 0 - 1          | Grenchen           |
| Squadre di Lega Nazionale B contro squadre di Seconda Lega |                |                    |
| Brühl                                                      | 2 - 5          | Winterthur         |
| Onex                                                       | 1 - 5          | Bulle              |
| Ostermundigen                                              | 0 - 2          | La Chaux-de-Fonds  |
| Squadre di Prima Lega contro squadre di Prima Lega         |                |                    |
| Aurore Bienne                                              | 0 - 2          | Allschwil          |
| Birsfelden                                                 | 1 - 0          | Muttenz            |
| Breitenbach                                                | 1 - 1(4-5 dcr) | Laufen             |
| Concordia Losanna                                          | 2 - 4          | Orbe               |
| Fétigny                                                    | 0 - 1          | Stade Lausanne     |
| Gossau                                                     | 1 - 2(d.t.s.)  | Altstätten         |
| Ibach                                                      | 2 - 3(d.t.s.)  | Lerchenfeld        |
| Suhr                                                       | 2 - 1(d.t.s.)  | Emmenbrücke        |
| Squadre di Prima Lega contro squadre di Seconda Lega       |                |                    |
| Blue Stars Zurigo                                          | 1 - 0          | Giubiasco          |
| Lengnau                                                    | 5 - 1          | Delémont           |
| Losone Sportiva                                            | 0 - 3          | Turicum            |
| Meyrin                                                     | 1 - 2          | Étoile Carouge     |
| Olten                                                      | 0 - 2(d.t.s.)  | Sciaffusa          |
| Renens                                                     | 1 - 0          | Vernier            |
| Stade Nyonnais                                             | 4 - 0          | Saint-Jean         |
| Vaduz                                                      | 3 - 0          | Unterstrass Zurigo |
| Wolhusen                                                   | 2 - 1          | Köniz              |
| Yverdon                                                    | 1 - 2(d.t.s.)  | Martigny           |
| Squadre di Seconda Lega contro squadre di Seconda Lega     |                |                    |
| Düdingen                                                   | 3 - 2          | Estavayer-le-Lac   |
| Hinwil                                                     | 0 - 3          | Red Star Zurigo    |
| Kilchberg                                                  | 1 - 2          | Veltheim           |
| Widnau                                                     | 2 - 1(d.t.s.)  | Zwingen            |

### Trentaseiesimi di Finale
| Squadra 1      | Risultato      | Squadra 2         |
| -------------- | -------------- | ----------------- |
| 23 agosto 1980 |                |                   |
| Aarau          | 7 - 1          | Emmen             |
| Altstätten     | 3 - 2          | Blue Stars Zurigo |
| Birsfelden     | 2 - 1          | Grenchen          |
| Düdingen       | 3 - 4          | Friburgo          |
| Frauenfeld     | 1 - 0          | Winterthur        |
| Laufen         | 1 - 2          | Allschwil         |
| Lengnau        | 3 - 1          | La Chaux-de-Fonds |
| Oberentfelden  | 2 - 1          | Sursee            |
| Sciaffusa      | 2 - 1          | Widnau            |
| Stade Nyonnais | 1 - 6          | Étoile Carouge    |
| Vevey          | 3 - 2(d.t.s.)  | Orbe              |
| 24 agosto 1980 |                |                   |
| Mendrisio      | 1 - 1(3-4 dcr) | Lugano            |
| Renens         | 2 - 5          | Martigny          |
| Stade Lausanne | 1 - 2          | Bulle             |
| Suhr           | 3 - 1          | Lerchenfeld       |
| Vaduz          | 4 - 3          | Turicum           |
| Veltheim       | 4 - 2          | Red Star Zurigo   |
| Wolhusen       | 0 - 6          | Berna             |

### Sedicesimi di Finale
Entrano in lizza le 14 squadre di Lega Nazionale A.
| Squadra 1         | Risultato      | Squadra 2       |
| ----------------- | -------------- | --------------- |
| 26 settembre 1980 |                |                 |
| Bulle             | 4 - 2          | Berna           |
| 27 settembre 1980 |                |                 |
| Aarau             | 0 - 6          | Grasshoppers    |
| Altstätten        | 3 - 3(6-5 dcr) | Lugano          |
| Birsfelden        | 0 - 2          | Chiasso         |
| Frauenfeld        | 2 - 4          | Zurigo          |
| Friburgo          | 0 - 3          | Basilea         |
| Martigny          | 2 - 1          | Servette        |
| Oberentfelden     | 1 - 3          | Chênois         |
| Vevey             | 0 - 4          | Sion            |
| 28 settembre 1980 |                |                 |
| Allschwil         | 0 - 3          | Bellinzona      |
| Étoile Carouge    | 3 - 4(d.t.s.)  | Nordstern       |
| Lengnau           | 0 - 1          | Losanna         |
| Sciaffusa         | 0 - 2          | Young Boys      |
| Suhr              | 0 - 4          | Neuchâtel Xamax |
| Vaduz             | 1 - 6          | Lucerna         |
| Veltheim          | 0 - 1(d.t.s.)  | San Gallo       |

### Ottavi di Finale
| Squadra 1       | Risultato     | Squadra 2       |
| --------------- | ------------- | --------------- |
| 8 novembre 1980 |               |                 |
| Grasshoppers    | 4 - 1         | Young Boys      |
| 9 novembre 1980 |               |                 |
| Basilea         | 6 - 0         | Martigny        |
| Bellinzona      | 2 - 1         | Altstätten      |
| Bulle           | 0 - 5         | Zurigo          |
| Chênois         | 0 - 1         | Nordstern       |
| Chiasso         | 0 - 2(d.t.s.) | Sion            |
| Losanna         | 1 - 0         | Lucerna         |
| San Gallo       | 2 - 0         | Neuchâtel Xamax |

### Quarti di Finale
| Squadra 1                  | Risultato     | Squadra 2    |
| -------------------------- | ------------- | ------------ |
| 30 novembre 1980           |               |              |
| Bellinzona                 | 1 - 4         | Grasshoppers |
| Sion                       | 3 - 1         | San Gallo    |
| Nordstern                  | 2 - 2(d.t.s.) | Losanna      |
| 28 marzo 1981              |               |              |
| Zurigo                     | 3 - 0         | Basilea      |
| 29 marzo 1981(Ripetizione) |               |              |
| Losanna                    | 3 - 1         | Nordstern    |

### Semifinali
| Squadra 1                   | Risultato     | Squadra 2    |
| --------------------------- | ------------- | ------------ |
| 20 aprile 1981              |               |              |
| Losanna                     | 1 - 1(d.t.s.) | Grasshoppers |
| Sion                        | 0 - 0(d.t.s.) | Zurigo       |
| 5 maggio 1981(Ripetizione)  |               |              |
| Zurigo                      | 4 - 0         | Sion         |
| 12 maggio 1981(Ripetizione) |               |              |
| Grasshoppers                | 1 - 3(d.t.s.) | Losanna      |

### Finale
| Arbitro: | Jakob Bauman (Sciaffusa) |

| |            | |
| Kok 47’ Mauron 65’ Crescenzi 97’, 98’                                                                                  | Marcatori  | 38’ Lüdi 52’ (rig.) Zappa 108’ Peterhans                                                                       |
| Burgener Chapuisat Raczynski Bamert Ryf Parietti Lei-Ravello (75' Crescenzi) Castella (46' Diserens) Mauron Kok Tachet | Formazioni | Grob Lüdi Schönenberger Landolt (91' Baur) Iselin Moser (59' Kundert) Zappa Jerković Zwicker Peterhans Elsener |
| Hertig | Allenatori | Jeandupeux |